# Open d'Orleans 2006
L'Open d'Orleans 2006 è stato un torneo di tennis facente parte della categoria ATP Challenger Series nell'ambito dell'ATP Challenger Series 2006. Il torneo si è giocato a Orléans in Francia dall'11 al 17 settembre 2006 su campi indoor in cemento.

## Vincitori

### Singolare
Olivier Rochus ha battuto in finale  Michaël Llodra con il punteggio di 7–6(0), 7–6(6).

### Doppio
Grégory Carraz /  Dick Norman hanno battuto in finale  Jérôme Haehnel /  Jean-René Lisnard con il punteggio di 7–6(6), 6–1.